# راي فاريل
راي فاريل (بالإنجليزية: Ray Farrell)‏ هو لاعب دارت بريطاني، ولد في 1965 في أيرلندا الشمالية في المملكة المتحدة.

## وصلات خارجية
- راي فاريل على موقع DartsDatabase.co.uk (الإنجليزية)